# Zapadnoïe Degounino
Zapadnoïe Degounino (Муниципальный округ Западное Дегунино, « Degounino Ouest ») est un district municipal de la ville de Moscou, capitale de la Russie, dépendant du district administratif nord.
Avec le district de Vostochnoïe Degounino (« Degounino Est »), il a été intégré à la  municipalité de Moscou le 17 août 1960. Sur son territoire se trouvait le village de Boussinovo.
La première mention de Degounino remonte à 1331, dans un testament de Ivan Ier.